# 戈里尼卡河 (戈倫河支流)
49°58′55.4″N 25°45′43.5″E / 49.982056°N 25.762083°E
戈里尼卡河（烏克蘭語：Горинька），是烏克蘭的河流，位於該國西部，發源自尤西基夫齊附近，流經捷爾諾波爾州，屬於戈倫河的支流，河道全長32公里，流域面積115平方公里。